# Нисиока, Кэйдзи
Дашо Кэйдзи Нисиока (яп. 西岡京治 нисиока кэйдзи, 14 февраля 1933 – 21 марта 1992) — японский ботаник. Он был направлен в Бутан японским правительством, чтобы помочь модернизировать бутанскую сельскохозяйственную отрасль. Нисиока работал в Бутане в качестве эксперта по сельскому хозяйству в течение 28 лет до своей смерти в 1992 году.

## Биография
Кэйдзи Нисиока родился в семье Тацудзо Нисиоки и Тоси Нисиоки в Сеуле, 14 февраля 1933 года. Он был старшим из четырех детей. В Сеуле, который тогда назывался Кэйджоу, он посещал начальную школу Сакурагаока.
Семья переехала в Осаку после поражения Японии во Второй мировой войне и последующей деколонизации Кореи. В Осаке, Нисиока учился в средней школе. В 1952 году Нисиока поступил в университет префектуры Осака (Osaka Prefecture University) для изучения сельского хозяйства. В 1959 году он женился на Сатоко Никай.

### Жизнь в Бутане
В 1958 году Сасукэ Накао, один из профессоров Университета в Осаке, отправился в Бутан в качестве первого официального гостя из Японии. Премьер-министр Бутана, Джигме Палден Дорджи попросил Накао прислать эксперта по сельскому хозяйству, чтобы помочь Бутану модернизировать сельскохозяйственную отрасль.
Отсутствие развитых двусторонних отношений между Японией и Бутаном в то время препятствовало осуществлению любых планов. Однако эта проблема была решена, когда Бутан присоединился к Плану Коломбо в 1962 году и, таким образом, получил право на получение помощи от других государств — членов плана.

### Паро
В 1966 году, Нисиока вместе с тремя учениками основал в Паро экспериментальную ферму под названием «Ферма Бондэй». На этой ферме Нисиока выращивал рис, горох, редис, тыкву и капусту из семян, которые он привез из Японии. Ферма была успешной, росла в размерах и прибыльности. Также, он поощрял фермеров продающих свою продукцию на рынке, в том числе в местах за пределами Паро, таких как Тхимпху и Пхунчхолинг.

### Жемганг
Нисиока вместе с десятью учениками с фермы Бондэй в марте 1976 года отправился в Жемганг, в рамках комплексного проекта развития. Жители этого региона в основном занимались земледелием в лесах, не имея постоянных поселений. Нисиока работал над тем, чтобы сделать регион более развитым. Он приказал расчистить леса и поселить земледельцев в деревнях на расчищенных участках.
Область вокруг деревни Сонамтанг, была переделана из леса в 146 акров культивируемых водно-болотных угодий рисовых полей по приказу Нисиоки. В конце четвертой пятилетки 65 семей, члены которых внесли свой вклад в расчистку и возделывание земли в этом районе, получили там землю, создав деревню Сонамтанг.

### Награды и титулы
За свой большой вклад в Бутан Нисиока был удостоен титула Дашо в 1980 году. Он был первым иностранцем, получившим титул Дашо. Позже он был награжден королевским орденом Бутана, высшей гражданской наградой в Бутане.

### Наследие и память
Нисиока известен в Бутане как «отец современного сельского хозяйства». В Панбанге его помнят как «Японского Сагиба».
Подвесной мост в Панбанге назван в честь Нисиоки.
В июне 2014 года, по завершении пятидесятилетнего сотрудничества между Японией и Бутаном, в Паро был открыт музей памяти Нисиоки.